# ベルメハ島
ベルメハ島（ベルメハとう、スペイン語: Isla Bermeja）は、16世紀から20世紀にかけてのいくつかの地図において、メキシコ湾のユカタン半島の北海岸に記載されている島である。

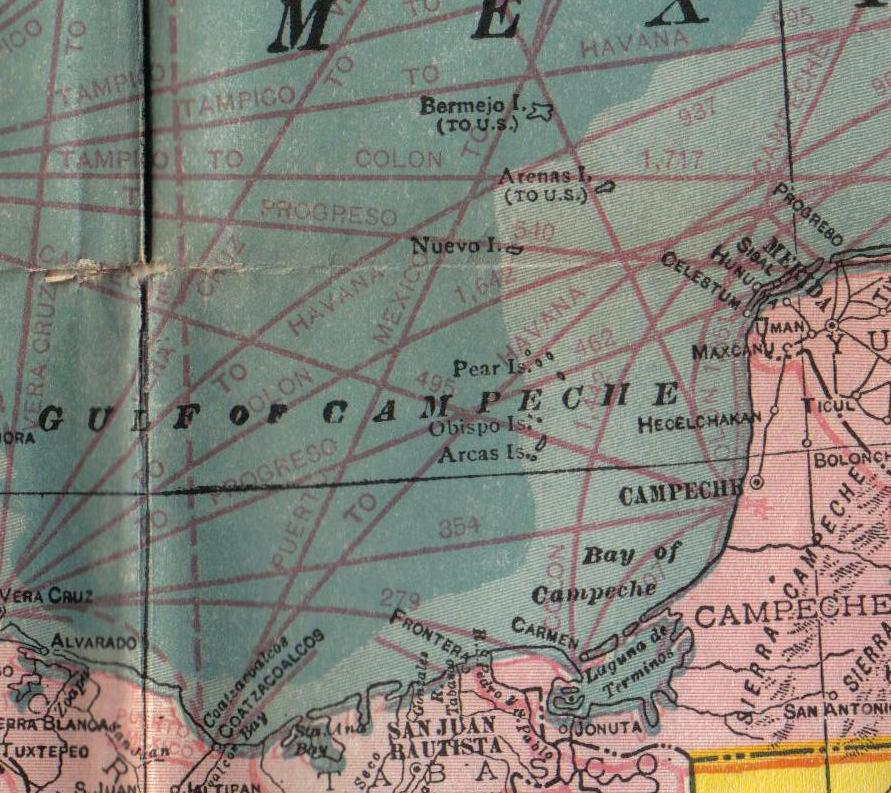
1914年の地図に記載されたベルメハ島("Bermejo I.")。アメリカが領有権を主張(TO U.S.)と書かれている。

## 概要
この島は、16世紀の著名なスペインの地図作成者によって近隣諸島との位置関係が正確に記載されていたが、1997年の調査ではその位置には島が見つからず、メキシコ元老院（上院）の要請でメキシコ国立自治大学（UNAM）が2009年に実施した広範な調査でも同様であった。この島が実在するなら、メキシコ湾のホヨス・ド・ドナ（ドーナツの穴、いずれの国の排他的経済水域にも含まれない海域）における石油の採掘権の境界がメキシコ側に有利なように決定することから、2008年後半からこの島への関心が高まった。
この島は、1539年にマドリードで出版されたアロンソ・デ・サンタ＝クルス（Alonso de Santa Cruz）によるこの地域の島の一覧El Yucatán e Islas Adyacentes（ユカタンと周辺の島）で初めて言及された。その正確な場所は、アロンソ・デ・シャーベス（Alonso de Chaves）によるEspejo de navegantes（航海士の鏡）（セビリア、1540年頃）に記載された。シャーベスは、遠くから見た島の様子として、赤みを帯びた（スペイン語でbermeja）小さな島と記載している。フランス系メキシコ人の作図家ミシェル・アントチウ・コルファ（Michel Antochiw Kolpa）によると、1844年のイギリスの地図で、島が約60ファゾム（約108メートル）沈没したことが報告されている。
現在島が見つからない理由として、初期の地図製作者が存在しない島を誤って観察し記載したという説、海底の地形の移動により場所が変わったという説、海面の上昇により水没したという説のほか、アメリカ合衆国に割り当てられる経済水域を拡大するためにCIAが島を破壊したと主張する陰謀説も存在する。